# Helgenomstudie

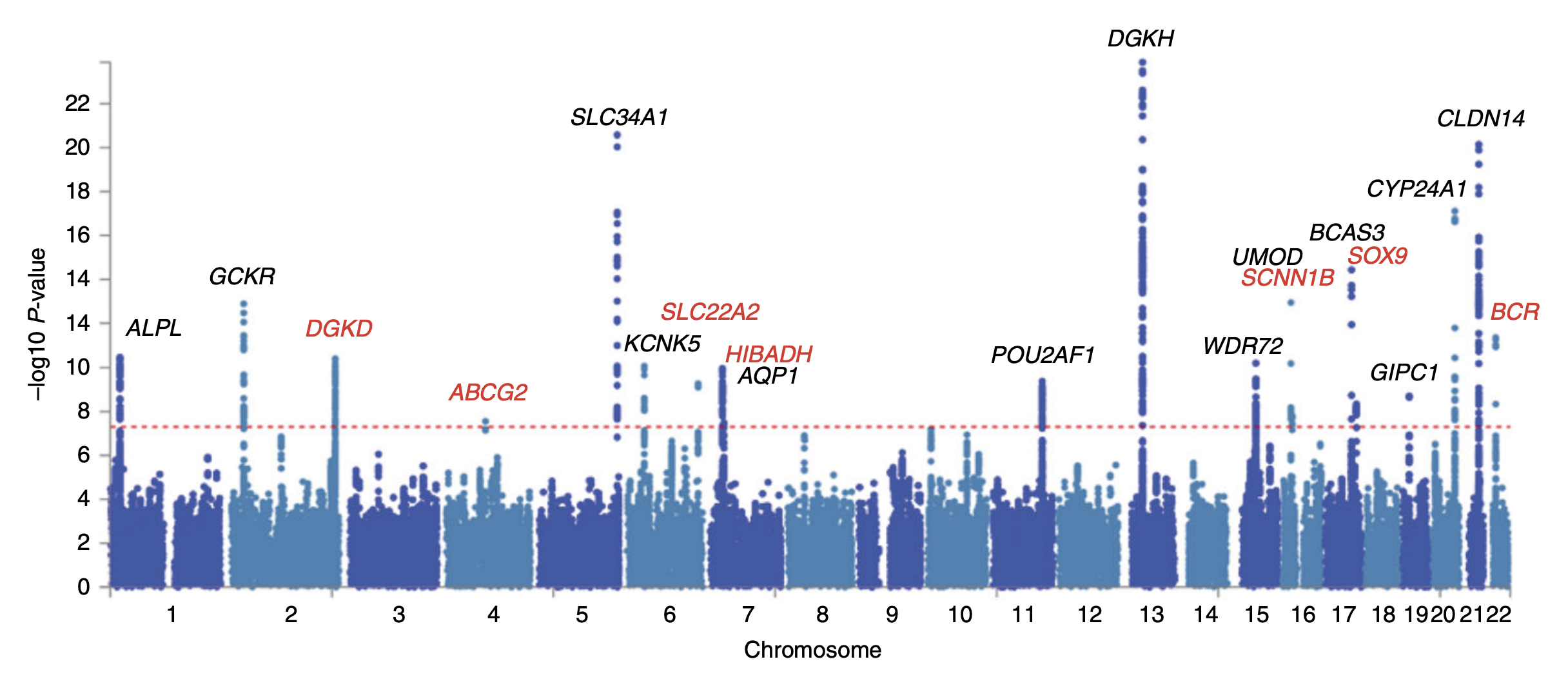
Diagram från helgenomstudie som undersöker genvarianter kopplade till ökad risk för njursten. Resultaten är grupperade per kromosom och y-axeln representerar graden av association. De SNP med starkast association är också markerade med namn.

En helgenomstudie (engelska: Genome-Wide Association Study, GWAS) är en studiemetod inom genomiken. Metoden är en form av observationsstudie där man går igenom genvarianter hos flera individer för att se vilka som är kopplade till en viss fenotyp. Syftet med studierna är vanligen att påvisa korrelation mellan enbaspolymorfier (engelska: SNP för Single Nucleotide Polymorphy) och sjukdomsförekomst hos människan. Metoden kan dock tillämpas på valfri organism och kan studera valfri fenotyp som regleras via genuttryck, inte bara sjukdomar. Helgenomstudier undersöker hela genomet, i motsats till olika andra metoder som specifikt testar ett litet antal förutbestämda genetiska regioner. Helgenomstudier är därför inte beroende av att man på förhand identifierar och väljer ut ett antal kandidatgener att studera. 
Inom humanmedicin jämför helgenomstudier arvsmassan hos studiedeltagare med olika fenotyper för ett visst drag, vanligen en sjukdom. Dessa deltagare delas då upp i olika grupper där den ena gruppen är drabbade (fall) och den andra är friska (kontroller). Varje person ger ett urval av DNA, från vilket miljoner genetiska varianter läses med SNP-matriser. Om en genvariant är vanligare hos personer med sjukdomen, sägs varianten vara associerad till sjukdomen. Helgenomstudier kan inte på egen hand bevisa orsakssamband. Den första framgångsrika GWAS publicerades 2002 och studerade hjärtinfarkt. Studiedesignen återanvändes 2005 i en studie av åldersrelaterad makuladegeneration där man kunde identifiera två SNP med signifikant förändrad genfrekvens jämfört med friska kontroller. År 2017 hade över 3000 helgenomstudier genomförts på människor med totalt över 1 800 sjukdomar eller andra egenskaper undersökta och identifierat tusentals associerade SNP som följd.

## Bakgrund

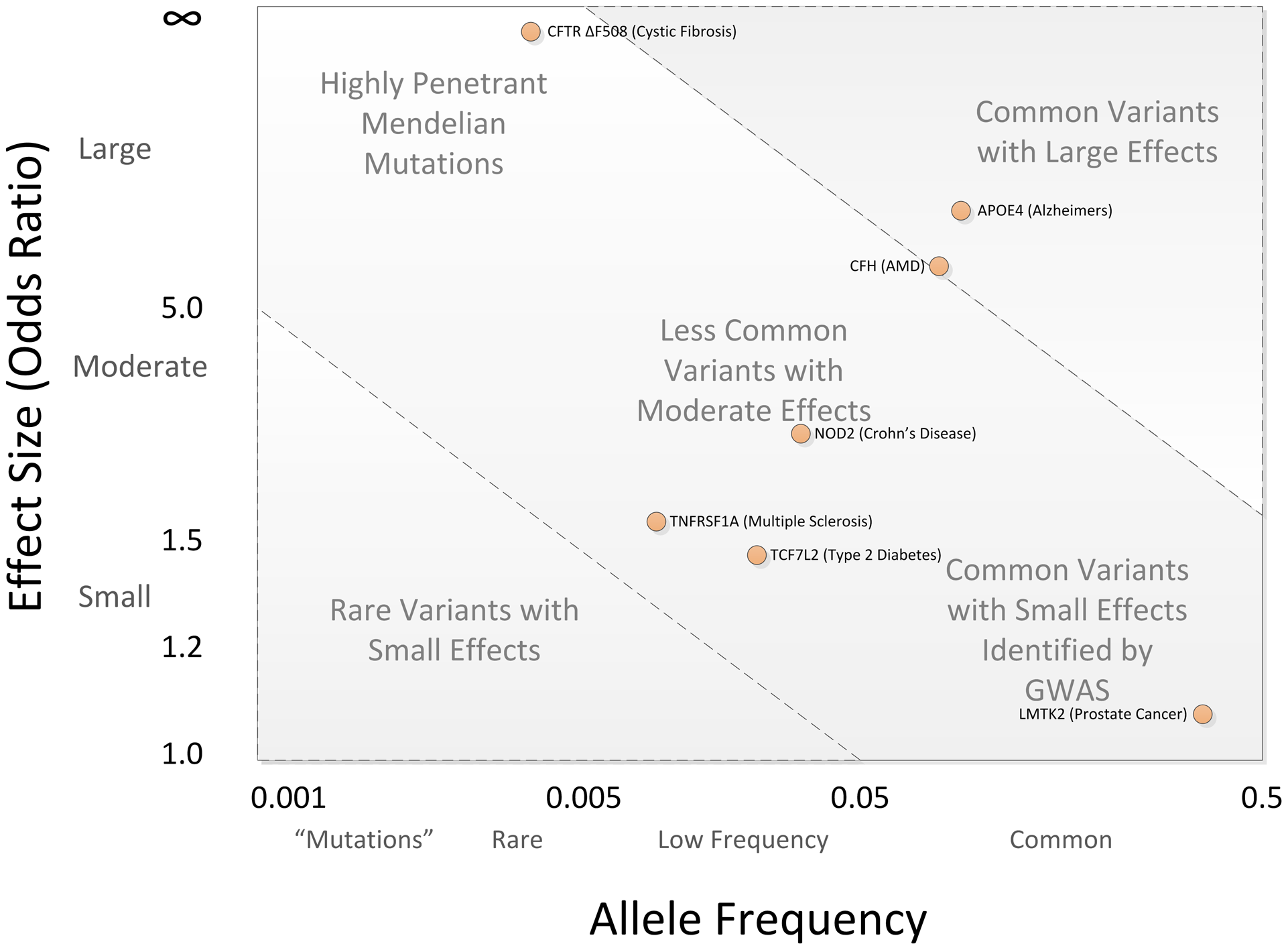
Helgenomstudier identifierar i regel vanliga varianter med liten effektstorlek (nere till höger i bild).

Två slumpvis valda mänskliga genom skiljer sig åt på flera miljoner baspar. Det finns variationer i de enskilda nukleotiderna i genomen (SNP) såväl som större skillnader på flera baspar i rad. Båda dessa kan orsaka förändringar hos en persons egenskaper, till exempel sjukdomsrisk eller fysiska egenskaper såsom längd. Omkring år 2000, före införandet av GWA-studier, var den primära undersökningsmetoden genom arvstudier av genetisk koppling i familjer. Detta tillvägagångssätt hade visat sig vara mycket användbart mot enstaka genstörningar. Men för vanliga och komplexa sjukdomar visade sig resultaten av genetiska kopplingsstudier svåra att reproducera. Ett föreslaget alternativ till kopplingsstudier var den genetiska associeringsstudien. Denna studietyp frågar om allelen av en genetisk variant hittas oftare än väntat hos individer med fenotypen av intresse (t.ex. med den sjukdom som studeras). Tidiga beräkningar av statistisk effekt indikerade att detta tillvägagångssätt kunde vara bättre än kopplingsstudier för att upptäcka svaga genetiska effekter.
Flera faktorer underlättade genomförandet av de första helgenomstudierna. En var tillkomsten av biobanker, som underlättade insamlandet av de stora mängder provmaterial som krävdes för att genomföra studerna  En annan var International HapMap Project som hjälpte till att identifiera majoriteten av de SNP som undersöks i helgenomstudier.
Den flesta helgenomstudier är designade som fall-kontrollstuder. Två stora grupper individer jämförs med varandra, en frisk kontrollgrupp och en fallgrupp är drabbade av en viss sjukdom. Alla individer i grupperna genotypas för de flesta vanliga och kända SNP. Det exakta antalet SNP beror på metoden för genotypning, men är vanligtvis en miljon och uppåt. För var och en av dessa SNP undersöks det sedan om allelfrekvensen ändras signifikant mellan fallgrupp och kontrollgrupp. Effektstorleken mellan de olika grupperna återges som en oddskvot.
Försök har gjorts att skapa kataloger över SNP som har identifierats i helgenomstudier. Redan 2009 fanns tusentals kända SNP som kopplats till ökad risk för sjukdom.